# Crowell-Bourne Farm
Die Crowell-Bourne Farm ist ein ehemaliger Bauernhof und heutiges Museum in West Falmouth im Bundesstaat Massachusetts der Vereinigten Staaten. Das Grundstück wurde 1980 in das National Register of Historic Places aufgenommen und 1998 dem West Falmouth Village Historic District als Contributing Property hinzugefügt.

## Allgemeine Beschreibung
Das 35,73 Acres (14,5 ha) große Grundstück des ehemaligen Bauernhofs liegt im nördlichsten Teil des historischen Distrikts und ist ein sehr gut erhaltenes Beispiel für eine heutzutage in dieser Region nur noch selten zu findende Kulturlandschaft. Bereits in den 1970er Jahren wurde der Hof durch eine örtliche gemeinnützige Organisation als Museum unter Schutz gestellt, bevor er später in das NRHP aufgenommen wurde. Der Bauernhof war einst Teil des Anwesens von Joseph Crowell und wurde daher nach ihm benannt. Auf dem Gelände, das in Nord-Süd-Richtung von Eisenbahnschienen und in Ost-West-Richtung von einer Straße durchzogen wird, finden sich offene Felder, Steinwälle, Wiesen und Waldgebiete, die zwischen 20 ft (6,1 m) und 90 ft (27,4 m) über der Meereshöhe liegen. Zum Grundstück gehören neben dem ca. 1775 im georgianischen Stil errichteten Hauptgebäude und einigen Nebengebäuden ein Viehtunnel unter den Schienen sowie der Toteissee Crocker Pond mit einer Oberfläche von 7,5 Acres (3 ha).